# Notarcha temeratalis
Notarcha temeratalis is een vlinder uit de familie van de grasmotten (Crambidae). De wetenschappelijke naam van deze soort is voor het eerst gepubliceerd in 1852 door Philipp Christoph Zeller.
De soort komt voor in Sierra Leone en Zuid-Afrika.